# Moción de censura constructiva
La denominada moción de censura constructiva (en alemán: konstruktives Misstrauensvotum, “voto de censura constructivo”) es una variante de la clásica moción de censura de los sistemas de gobierno parlamentarios, en la que el parlamento sólo puede retirar la confianza al primer ministro —forzando, por lo tanto, la caída de su gobierno— si y sólo si ya se ha elegido previamente un sucesor por mayoría de votos. El concepto se inventó en Alemania, y en la actualidad también se usa en Bélgica, Eslovenia, España, Hungría e Israel (aunque con algunos cambios específicos en este último país).

## Alemania
Aunque el jurista alemán Carl Schmitt es generalmente considerado como quien más contribuyó al desarrollo de esta innovación constitucional, el concepto en realidad se había originado antes en el Estado Libre de Prusia luego de la finalización de la Primera Guerra Mundial.[cita requerida]
Los gobiernos nacidos de la república de Weimar surgida en 1919 eran usualmente bastante inestables. Uno de los factores era que el entonces canciller del Reich (Reichskanzler) era frecuente echado de su cargo por parte del parlamento, pero sin que un eventual sucesor del mismo tuviese el suficiente apoyo por parte de aquel. Esto llevó a que la rápida sucesión de varios cancilleres y finalmente a la imposición de varios gabinetes que dependían de la confianza personal Paul von Hindenburg, el entonces presidente de Alemania durante ese período. Esta inestabilidad implícita o intrínseca sería vista como una de las causas del ascenso al poder del Partido Nazi en 1933, bajo el líder carismático del dictador Adolf Hitler.
Por lo tanto, para dar una solución definitiva a este problema, se incluyeron dos provisiones específicas y especiales en la Constitución o Ley Básica alemana de 1949 (Grundgesetz). A partir de la entrada en vigencia de la misma en la entonces Alemania Occidental (RFA) de posguerra, el canciller federal (Bundeskanzler) sólo puede ser removido de su cargo por el voto mayoritario del Bundestag (Cámara Baja o de Diputados del Parlamento alemán) si un candidato a sucederlo ya tiene de antemano el apoyo de una mayoría parlamentaria.
Los dos artículos constitucionales específicos al respecto son los siguientes:

Artículo 67 [Sobre el voto de censura constructivo en sí]
(1) El Bundestag puede expresar su falta de confianza en el Canciller Federal sólo mediante la elección de un sucesor por la mayoría de sus miembros y por la solicitud al Presidente Federal de despedir al Canciller Federal. El Presidente Federal debe cumplir con la solicitud y designar a la persona [previamente] elegida.
(2) Deben pasar 48 horas entre la moción [de censura] y la elección.

Artículo 68 [Voto de confianza, disolución del Bundestag o Cámara Baja del Parlamento alemán)].
(1) Si una moción del Canciller Federal por un voto de censura [o de no confianza] no es asentida por la mayoría de los miembros del Bundestag, el Presidente Federal puede, sobre [o en base a] la propuesta del Canciller Federal, disolver el Bundestag dentro de los veintiún días.

Como resultado, el fracaso de la moción de confianza no fuerza la automática renuncia del gobierno o una nueva elección. Más bien, éste puede’’ continuar como un gobierno de minoría si es que la oposición política es incapaz de lograr la elección de un sucesor a través del mecanismo del voto de censura constructivo.
También, el presidente federal (jefe de Estado con funciones básicamente ceremoniales o protocolares, como dar el mensaje anual de Navidad a la nación) sólo puede disolver la legislatura luego del fracaso de una moción de confianza., aunque también puede darse que la legislatura tampoco se autodisuelva. Esta previsión fue concebida para limitar el poder del presidente, el que también era visto como una de las debilidades de la intrínsecamente inestable república de Weimar. Una de las consecuencias derivadas de esto es que, a diferencia de otras democracias y repúblicas parlamentarias, el canciller alemán (jefe de Gobierno) no realiza una petición al jefe de Estado acerca de disolver la legislatura.
En el pasado, el canciller solía proponer una moción de confianza que él mismo perdía intencionalmente. No obstante, esta práctica fue posteriormente restringida por parte del Tribunal Constitucional Federal (el último intérprete y guardián de la vigencia de la Ley Fundamental del país), a partir de la elección del demócrata cristiano Helmut Kohl en 1982.

### Historia de su uso
Desde la puesta en vigor de la nueva Ley Fundamental de 1949, tan sólo se han intentado dos votos de censura constructivos en Alemania. Solamente uno de ellos fue exitoso.
| Fecha                | Candidato de la oposición (Partido) | Canciller (Partido)  | Sí  | No  | Abstenciones | Ausentes o votos inválidos | ¿Votación exitosa para la destitución? |
| -------------------- | ----------------------------------- | -------------------- | --- | --- | ------------ | -------------------------- | -------------------------------------- |
| 27 de abril de 1972  | Rainer Barzel (CDU)                 | Willy Brandt (SPD)   | 247 | 10  | 3            | 236                        | no                                     |
| 1 de octubre de 1982 | Helmut Kohl (CDU)                   | Helmut Schmidt (SPD) | 256 | 235 | 4            | 2                          | sí                                     |

#### Voto fallido de 1972
El 27 de abril de 1972 tuvo lugar un intento para destituir al entonces canciller federal Willy Brandt (del Partido Socialdemócrata de Alemania o SPD, Sozialdemokratische Partei Deutschlands), y emplazar en su alto cargo a, Rainer Barzel, en ese momento líder del principal partido de oposición, la Unión Demócrata Cristiana alemana (CDU, Christlich Demokratische Union Deustchlands). No obstante, el intento fracasó por un margen de sólo dos votos.
Este intento fue sorpresivo, porque en ese momento era públicamente conocido que varios miembros de la coalición entre SPD y el Partido Democrático Liberal (FDP, Freie Demokratische Partei), alianza que había llevado a Brandt al poder, se oponían fuertemente a la conciliadora Ostpolitik (“Política del Este”, en referencia a la entonces apertura germano-occidental a la comunista Alemania Oriental en particular y al bloque soviético en general). En ese ambiente político, el gobierno ya no tenía una clara mayoría, en particular luego de que varios diputados se hubiesen pasado a la oposición.
Matemáticamente, la oposición debería haber obtenido una mayoría de 250 votos, comparados con 246 a favor de la coalición gobernante; por lo tanto, en teoría tenía uno más de los 249 necesarios para destituir a Brandt de su cargo. Sin embargo, la votación en cuestión fue bastante trabada y estuvo influida por diferentes movidas tácticas; aunque era secreto, el voto de la coalición de la CDU fue expuesto por una coalición que en parte se abstuvo de votar. Al final, en la votación efectiva, sólo se terminaron emitiendo 260 votos: 247 a favor del “sí”, 10 por el “no” y tres abstenciones. Pronto se volvió evidente que había que buscar los votos faltantes dentro de las propias filas de la CDU.
En junio de 1973, el miembro de la CDU Julius Steiner admitió ante el conocido semanario político germano-occidental Der Spiegel (“El Espejo”) que se había abstenido de votar. Más tarde afirmó haber recibido 50 000 marcos alemanes occidentales (DM) a de una de los entonces principales figuras del SPD, Karl Wienand. Leo Wagner, miembro de la Unión Social Cristiana de Baviera (CSU, Christlich-Soziale Union in Bayern), fue suspendido por haber supuestamente recibido otro soborno, aunque en su caso no pudo encontrarse prueba o evidencia concluyente en su contra.
Luego de la reunificación alemana de 1990, se aclaró que el dinero de soborno que había sido ofrecido a varios políticos de la CDU había de hecho provenido de la Stasi, el ministerio de seguridad y policía política de la entonces comunista Alemania Oriental. De hecho, el gobierno germano oriental de Erich Honecker, en el poder desde hacía un año, veía naturalmente con muy buenos ojos la continuación de Brandt en el poder y de la Ostpolitik que este último había lanzado. Esto sería irónico en cierta forma, que ya que en la actualidad algunos ven a la Ostpolitik de Brandt como uno de los pasos que contribuyeron a la eventual implosión de los regímenes comunistas del Este europeo entre 1989 y 1991.
No obstante, como el gobierno ya no disfrutaba del apoyo de la mayoría del Parlamento, el 22 de septiembre el canciller Brandt propuso una moción de confianza al Bundestag, la cual perdió intencionalmente para así abrir paso a la realización de las elecciones federales de 1972 en la RFA.

#### Voto exitoso de 1982
El 1 de octubre de 1982, Helmut Schmidt fue exitosamente removido de su cargo de canciller federal de la RFA en favor de Helmut Kohl, marcando el fin de la hasta entonces gobierno de coalición entre el socialdemócrata SPD y el FDP.
El voto no fue tan técnicamente forzado como el anterior, ya que esta vez estaba claro que el FDP quería cambiarse de bando y establecer una nueva coalición, ahora con la CDU, y ya se encontraba realizando negociaciones al respecto para cuando se produjo la votación. De hecho, el FDP ya no estaba satisfecho con la política económica implementada por el socialdemócrata SDP, y al mismo tiempo este último estaba experimentando divisiones internas acerca de la decisión de la OTAN (a partir del renovado anticomunismo del presidente estadounidense Ronald Reagan) de instalar misiles nucleares de alcance intermedio (MRBMs) en el territorio de Alemania Occidental, para finalmente hacer frente a los proyectiles soviéticos instalados en Alemania Oriental. Aún en esas condiciones de cierta debilidad de la coalición gobernante, la votación sólo fue exitosa por un escaso margen de 7 votos. Para obtener una mayoría más clara en el Bundestag (lo cual parecía estar al alcance según las encuestas), luego de la votación, Helmut Kohl pidió una moción de confianza en la cual la nueva coalición CDU-FDP votó intencionalmente en contra del nuevo Canciller Federal que acababa de ungir.
Este “truco” permitía la disolución del Bundestag según lo dispuesto al respecto por el Artículo 68 de la Ley Fundamental (Véase más arriba). Aun así, esta acción esperaba una decisión al respecto por parte del Tribunal Constitucional, la cual, en un fallo judicial de dudosa utilidad para ese momento, defendió la legalidad de esa movida, pero definió criterios más estrictos para ese tipo de fusiones en el futuro.
Después de todo, el entonces nuevo Busdestag ya había sido elegido a partir de la elección federal alemana de marzo de 1983, la cual duraría hasta la Alemania reunificada. De hecho, esta fuerte mayoría parlamentaria a favor de la coalición encabezada por la CDU se mantendría durante 15 años, hasta las elecciones generales de 1998, en las cuales volvió al poder el socialdemócrata SDP, de la mano de Gerhard Schroeder.

## España
En la España actual existe un sistema de voto de censura constructivo que no tiene mayores diferencias con el implementado en Alemania. Fue aprobado como parte de la entonces nueva Constitución democrática y post-franquista de 1978, respecto del Parlamento Nacional (pero también se comenzó a aplicar respecto de las Asambleas territoriales de las diferentes comunidades autónomas (divisiones administrativas de primer orden del Estado). Según lo dispuesto por la Carta Magna, el Presidente del Gobierno (primer ministro) debe renunciar si propone un voto de confianza al Congreso de Diputados (la Cámara Baja del Parlamento) y es derrotado, o si el Congreso, actuando motu proprio o a partir de su propia iniciativa, decide adoptar un voto de censura constructivo. Al igual que en el caso de la Ley Fundamental alemana, en la Constitución española de 1978 no se hace referencia explícita al concepto de voto de confianza constructivo”, sino que éste se deduce de la lectura de algunos artículos respectivos. Estos son los siguientes:

Artículo 112. El Presidente del Gobierno, previa deliberación del Consejo de Ministros, puede plantear ante el Congreso de los Diputados la cuestión de confianza sobre su programa o sobre una declaración de política general. La confianza se entenderá otorgada cuando vote a favor de la misma la mayoría simple de los Diputados.

Artículo 113.
1. El Congreso de los Diputados puede exigir la responsabilidad política del Gobierno mediante la adopción por mayoría absoluta de la moción de censura.
2. La moción de censura deberá ser propuesta al menos por la décima parte de los Diputados, y habrá de incluir un candidato a la Presidencia del Gobierno.
3. La moción de censura no podrá ser votada hasta que transcurran cinco días desde su presentación. En los dos primeros días de dicho plazo podrán presentarse mociones alternativas.
4. Si la moción de censura no fuere aprobada por el Congreso, sus signatarios no podrán presentar otra durante el mismo período de sesiones.
Artículo 114.
1. Si el Congreso niega su confianza al Gobierno, éste presentará su dimisión al Rey, procediéndose a continuación a la designación de Presidente del Gobierno, según lo dispuesto en el artículo 99.
2. Si el Congreso adopta una moción de censura, el Gobierno presentará su dimisión al Rey y el candidato incluido en aquélla se entenderá investido a los efectos previstos en el artículo 99. El Rey le nombrará Presidente del Gobierno.
Artículo 115.
1. El Presidente del Gobierno, previa deliberación del Consejo de Ministros, y bajo su exclusiva responsabilidad, podrá proponer la disolución del Congreso, del Senado o de las Cortes Generales, que será decretada por el Rey. El decreto de disolución fijará la fecha de las elecciones.

### Historia de su uso
La moción de censura ha sido utilizada en España en seis ocasiones, una contra el Presidente Suárez en 1980, otra contra el Presidente González en 1987, dos contra el Presidente Rajoy en 2017 y 2018 y otras dos contra el Presidente Sánchez en 2020 y 2023.
De las seis presentadas, sólo una ha triunfado, la presentada por el Grupo Parlamentario del PSOE liderado por Pedro Sánchez en 2018 contra Mariano Rajoy, aglutinando el apoyo mayoritario de la cámara (180 votos a favor, 169 en contra y 1 abstención) y forzando al Gobierno de Rajoy a dimitir así como el posterior nombramiento de Pedro Sánchez como presidente del gobierno.

## Hungría
La unicameral de Asamblea Nacional de Hungría puede remover al primer ministro mediante la aplicación del voto de censura constructivo. Al respecto, el artículo 39A (1) de la Constitución húngara establece que:

Se puede iniciar una moción de no confianza al Primer Ministro por petición escrita, la que incluye la nominación del candidato al cargo de PM, por no menos que un quinto de los miembros de la Asamblea Nacional. Una moción de censura hacia el primer ministro también se considera una moción de censura hacia el propio gobierno. Si, basándose en esta moción, la mayoría de los miembros de la Asamblea Nacional retiran su confianza, entonces se considerará que el candidato nominado para PM ha sido electo.

### Historia de su uso
En marzo de 2009, el primer ministro Ferenc Gyurcsány anunció que entregaría su cargo al político con mayor apoyo por parte de los partidos con representación importante dentro del entonces parlamento de Hungría. La Alianza de los Demócratas Libres húngaros (SZDSZ) se opuso a la mayoría de los candidatos para primer ministro propuestos por los parlamentarios del Partido Socialista (MSZP), pero el 30 de marzo de 2009 Gordon Bajnai se las arregló o ingenió para lograr conseguir el apoyo de ambos partidos. Una moción de censura constructiva contra Gyurcsány tuvo lugar el 14 de abril, luego de la cual Bajnai se convirtió en el nuevo PM del país.

## Israel
En el Estado hebreo existe una variante del voto de censura constructivo desde que, en 2001, fue abolida la elección directa del primer ministro. No obstante, un voto de censura por parte del Knesset (Parlamento israelí) no resulta en la elección directa de un nuevo PM previamente consensuado, sino que simplemente deviene en la proposición de un “formador”: un presunto nominado al que se le encomienda la tarea de buscar o intentar la conformación de un nuevo gobierno. El candidato propuesto debe todavía asegurarse un voto de confianza positivo antes de finalmente convertirse en primer ministro del país, y bien podría fallar en su intento de lograrlo. Por lo tanto, el sistema israelí no parece garantizar una sólida continuidad gubernamental, como en el caso de los votos de censura constructivos “puros” de Alemania, España o Hungría.
La Constitución de Israel (reformada en 2001) especifica en su sección 28 (b) que:

Una expresión de no confianza en el gobierno sería una decisión adoptada por la mayoría de los miembros del Knesset para solicitar que el Presidente asigne la tarea de formar un Gobierno a cierto miembro del Knesset que haya dado su consentimiento escrito a eso.

Entonces el miembro del Knesset tiene un plazo de 28 días para intentar conformar un nuevo gobierno. Finalmente, cabe o conviene aclarar que —al igual que en el caso alemán— el presidente israelí solamente tiene funciones más bien protocolares o ceremoniales.